# Błoto (województwo łódzkie)
Błoto – kolonia w Polsce, położona w województwie łódzkim, w powiecie radomszczańskim, w gminie Przedbórz.
| SIMC    | Nazwa          | Rodzaj        |
| ------- | -------------- | ------------- |
| 0549335 | Koło Cmentarza | część kolonii |
| 0549341 | Za Kościołem   | część kolonii |

W latach 1975–1998 koloniać administracyjnie należała do województwa piotrkowskiego.